# Smiley
Un smiley (del inglés to smile, 'sonreír') es una representación esquemática de una cara sonriente. La mayoría de las veces es de color amarillo, con dos puntos negros como ojos y una elipse como boca. También se suele usar como el emoticono :) (dos puntos y un paréntesis). Su creación se atribuye a Harvey Ball.

Un smiley.

## Historia

### Invención y representación
En 1963, la empresa de seguros State Mutual Life Insurances en Worcester, Massachusetts, adquirió otra empresa de seguros, la Guarantee Mutual Company de Ohio. 
Esta fusión generó la natural depresión de la fuerza laboral por los temores de despidos y reestructuras inevitables. La Dirección de la nueva empresa decidió entonces hacer una campaña interna de marketing creando la campaña de amistad, la cual conllevaba un nuevo manual del empleado y reglas, entre las que se incluía la orden de sonreír en horas de trabajo, cuando se hablaba por teléfono, se recibían clientes, etc.
No hay campaña de marketing sin diseño, por lo tanto la empresa contrató al diseñador gráfico, Harvey Ball. Cuenta que le tomó unos diez minutos la creación del hoy famoso rostro sonriente, por lo que cobró sólo 45 dólares.
Al principio no se intentó hacer de la imagen una marca registrada, y más tarde pasó a ser de dominio público.

### Trascendencia
El dibujo fue popularizado a principios de los años 1970 por un par de hermanos, Murray y Bernard Spain, quienes, al no estar asociados con ninguna empresa, lo aprovecharon en una campaña para vender artículos novedosos. Ambos produjeron botones así como tazones de café, camisetas, pegatinas de parachoques y muchos otros artículos decorados con el símbolo y la leyenda «Que tengas un buen día» (Have a nice day), ideada por Murray. En 1972 se estimaba que había unos 50 millones de botones con el smiley por todo Estados Unidos, punto a partir del cual la moda comenzó a decaer.
El smiley fue uno de los principales iconos adoptados por la cultura musical Rave, surgida a finales de los años 1980. Especialmente en el Reino Unido, el logotipo fue especialmente asociado en la cultura underground dance con la droga éxtasis.
Ha habido variaciones tales como invertir la forma de la boca para conseguir una cara triste. El símbolo ha sido satirizado con una sonrisa y tres puntos (un mutante) y renació como imagen del software Microsoft Bob y con la campaña de Asda y Wal-Mart Rolling Back Prices («Volviendo a los precios del pasado»).
El smiley se ha convertido en un elemento fundamental de la cultura de Internet, con GIFs animados y otras representaciones gráficas, así como los conocidos emoticonos textuales :-) y :). De ahí surgieron los demás emoticonos. También ha sido usado para la versión imprimible de los caracteres ASCII 1 y 2 (uno «blanco», el otro «negro») en la fuente por defecto del IBM PC y las sucesivas máquinas compatibles. 
| emoticonos Unicode:            |        |       |                                |
| ☺                              | U+263A | Alt+1 | Blanco de la cara sonriente    |
| ☻                              | U+263B | Alt+2 | Negro de la cara sonriente     |
| Está también la cara "triste": |        |       |                                |
| ☹                              | U+2639 |       | Cara blanca que frunce el ceño |

En mayo de 2002, Luke Helder, un estadounidense de 21 años, intentó reproducir un smiley con bombas caseras. Sus primeras 16 bombas formaban círculos, el primero en Nebraska y el segundo en la frontera entre Illinois e Iowa, constituyendo los ojos. Otras dos bombas en Texas y Colorado eran al parecer el comienzo de la sonrisa. Sin embargo, Helder fue detenido antes de lograr terminarla.

## Smileys en la cultura popular

### Publicidad
- Asda y Wal-Mart usaron el smiley en su campaña comercial Rolling Back Prices. En 2006, Wal-Mart quiso hacer del smiley su marca registrada en Estados Unidos, aunque esto terminó en un conflicto legal con Franklin Loufrani y su compañía SmileyWorld sobre este proceso.
- En 1986, Eat'n'Park introdujo la galleta de smiley.

### Arte y literatura
- El smiley amarillo es un elemento recurrente en la serie de cómics Watchmen (Alan Moore y David Gibbons, 1986). Es el símbolo de un personaje clave en la trama «El Comediante». Una imagen de un smiley con una raya roja (originalmente sangre) cruzándolo empieza y termina la serie, y aparece en la cubierta de la reimpresión de la novela gráfica.
- En Wolverine, el bandido Dirt Nap es reconocido por su símbolo del smiley, que se conserva entre todos sus cambios.
- En la serie de cómics Transmetropolitan, el logotipo del smiley con tres ojos aparece como símbolo del Movimiento Transiente, un grupo de humanos en proceso de fusionar su ADN con el de los alienígenas. Más tarde se usó como símbolo de la propia serie.
- El cartel de la película de 2001 Evolution mostraba el antes mencionada smiley mutante de tres ojos.
- El popular artista de grafiti Banksy ha utilizado smileys en varios de sus trabajos, incluyendo uno que muestra a un hombre en un disturbio callejero con completo uniforme policial, que tiene un smiley como cabeza.
- La versión del smiley en el disturbio de Banksy fue utilizada en la novela gráfica The Smoke.
- Stephen King ha recurrido varias veces al bandido Randall Flagg el cual usa a menudo una chapa de smiley.
- Gahan Wilson ha dibujado varias historietas con las caras de smiley: entre ellas, una que muestra un grupo de policías que usan máscaras de smiley en una interrogación para romper con la resistencia de la persona que es interrogada.

### Cine y televisión
- The Howling (conocida en México como Aullido y en España como Aullidos) de 1981 se utilizaron algunos smileys para guiar a Karen White (Dee Wallace-Stone) reportera de televisión a su encuentro en una habitación de un cine pornográfico donde estaba el asesino en serie llamado Eddie Quist.
- La película Forrest Gump (Robert Zemeckis, 1994), Tom Hanks se limpia la cara con una camiseta que le dan y en esta queda marcado un smiley (a modo de parodia con respecto al mant.
- La película Fight Club (David Fincher, 1999) tiene una breve escena en la que un smiley aparece dibujado por bombas en un edificio de oficinas. Una cara similar apareció previamente en la novela homónima de Chuck Palahniuk.
- En Timescape, un episodio de la séptima temporada de Star Trek: la nueva generación, el capitán Jean-Luc Picard se reía histéricamente de un smiley que dibujaba en una nube de humo que estaba congelada en el tiempo. La nube era el resultado de una explosión del warp drive.
- «Smiley» es el apodo de Miles Edward O'Brien en un universo paralelo, dado por el capitán Benjamin Sisko en Star Trek: espacio profundo 9.
- En 1995 en la película Virtuosity, un smiley se utilizó para marcar el restaurante en donde el asesino serial "Sid 6.7" se ocultaba.
- En la película Evolution, y en su material promocional, aparece un smiley modificado (con tres ojos en lugar de dos), haciendo referencia a los seres alienígenas del film.
- En 2004, en la película Concrete Jungle, uno de los personajes principales es nombrado Joe "Smiley".
- Un smiley se puede apreciar turbiamente en la camilla manchada de sangre en la escena del choque de Fear and Loathing in Las Vegas.
- En Lost, un personaje aterrizó en la isla en un globo con una cara del smiley.
- La insignia más común de Mick Foley el luchador de WWE es un smiley con una máscara sobre ella.
- Jeep utilizó una versión que consistía en la cara sonriente pero con varios días de no cortarse la barba.
- En Google Video hay una serie de videos llamados Smiley Face...™ con un smiley creado con Paint, cantando varias canciones creadas por Kent Dodds Productions.
- Una película de terror llamada Smiley, hace referencia al nombre del personaje: un asesino serial que usa una máscara con una sonrisa.
- En la película Watchmen, y también en los comics, El Comedian tiene por logo una cara de smiley que por lo general aparece con una mancha sobre su ojo izquierdo

### Música
- «Smiley» es también el apodo del guitarrista y cómico británico Craig Barton.
- La banda Nirvana utilizó un smiley que fue alterado para aparecer borracho o drogado como su insignia, una buena razón para esto es que una de las personas que clama haber creado el smiley era de Seattle, un área clave de la escena grunge de los años 90.
- La banda Bon Jovi se inspiró en el smiley para la portada de su álbum Have a Nice Day (2005), este es de ojos y boca pícara negros en un fondo rojo.
- El nombre de la famosa estrella adolescente Miley Cyrus se deriva de smiley, pues de pequeña se le decía smiley porque sonreía mucho y de ahí derivó a Miley.
- La banda de pop-punk Blink-182 utiliza un smiley como símbolo de una cara pestañeando; en inglés "blinking".
- Existe una canción de Paul McCartney titulada "Smiley away", del álbum RAM de 1970.
- La gira de regreso de Soda Stereo en el año 2007 (llamada «Me Verás Volver»), trajo consigo un nuevo logotipo para la banda, que fue diseñado por Alejandro Ros. La creación del mismo tuvo como principal inspiración al famoso «Smiley» debido a su popularidad y su claro anclaje con los años 80.

### Software
- El juego de acción en primera persona MIDI Maze (1987, para el Atari ST) y su secuela Faceball 2000 (para varias consolas) usaba exclusivamente smileys en 3D de varias formas, expresiones y color como los jugadores y sus enemigos.
- Un smiley con gafas fue utilizado como parte de la insignia del software de Microsoft Bob.
- En el juego de computadora Toonstruck, King Hugh tiene un smiley por cabeza; de forma redonda y amarilla con los ojos y la boca clásicos de un smiley. Los smileys también aparecen en varios lugares del país de Cutopia en donde ocurre la mayoría del comienzo del juego.
- UNET2 Corporation implementó smileys en el sistema de Chat KeepTalking antes de que estas llegaran a ser populares en este medio.
- Smileys es también el nombre de una banda de criminales en Rockstar, videojuego Manhunt el cual llevan una máscara con el mismo.
- En el juego de video Black & White, el jugador puede seleccionar tatuar y elegir la cara del smiley como símbolo de su dios.
- En el juego Halo 2 de Xbox el personaje del jugador puede tener un smiley en su armadura.
- En el juego de Internet Smiley War el jugador es un smiley que lucha contra otros en adictivos combates con armas. El smiley es personalizable con cascos como el de Link o del Jefe Maestro.
- En el juego de computadora System Shock un smiley con agujeros de bala se puede percibir en la camiseta del hacker protagonista en la abertura cinemática.
- En el juego The Last Smiley en Neopets, el jugador juega con un smiley 3D que recoge los 2D iconos de smiley.
- Agnry Faic, un personaje del universo Newgrounds, es una smiley enojada y con una ceja en forma de "V". En los dos juegos oficiales, Agnry Faic debe destruir a las otros smileys que tienen diversas emociones: feliz, triste, sorprendido, etc.
- En el juego de computadora Smiley COMMANDOS, los smileys juegan a ganar en astucia entre ellos.
- En el juego de arcade Berzerk (1980) y su continuación, Frenzy (1982), el amenazador Evil Otto era una cara amarilla de smiley rebotando.
- El iCab web browser utiliza una cara sonriente o una que frunce el ceño para indicar si el código de la página web que es visto es compatible con las especificaciones.
- En el juego Postal2, el protagonista, Postal Dude, lleva una chapa smiley en la solapa de su gabardina de cuero negro.

## El legado
Harvey Ball falleció en abril de 2001 sin haber registrado su creación. Además de su emoticon, Ball dejó como legado la Corporación World Smile que organiza anualmente el Día Mundial de la Sonrisa, con el fin de recaudar dinero para obras de caridad.
Hoy en día. Smiley Company posee los derechos sobre el emoticón así como de otros productos relacionados. Incluso en 2015 realizó una campaña donde se reclamó el uso "no autorizado" de las características del emoticón.